# Dallas Rattlers
I Dallas Rattlers, fino al 2017 Rochester Rattlers, sono stati una squadra professionistica di lacrosse, facente parte della Major League Lacrosse, con sede a Frisco, Texas, USA. 

## Biografia
La squadra, fondata nel 2001 a Rochester, nello stato di New York, fallì nel 2008, e fu ceduta ad una società di Toronto; tuttavia, il marchio, i colori ed i diritti societari della franchigia rimasero ancora attivi. Il 23 novembre 2010 i Chicago Machine si trasferirono a Rochester ed assunsero i diritti della vecchia squadra, riportando in vita, a partire dalla stagione 2011, i Rattlers. 
Il 16 novembre 2017 la franchigia si trasferisce in Texas. Nel 2020 la lega sospende i Rattlers, pur lasciando i diritti sul marchio della squadra, per consentirle eventualmente tornare in futuro.